# Segunda División Peruana 2003
La Segunda División del Perú 2003 fue la 51.ª edición de este torneo de ascenso. Tuvo como integrantes a trece equipos del Departamento de Lima. A los doce elencos que conservaron la categoría en la temporada anterior se les unió La Peña Sporting Club, ascendido desde la Copa Perú.
Al final del certarmen, Sport Coopsol obtuvo el título del torneo y el ascenso al Campeonato Descentralizado 2004. Con respecto al descenso, América Cochahuayco retorno a su liga de origen.

## Clasificación general
| #   | Equipo                 | PJ | G  | E | P  | GF | GC | Dif | Pts |
| --- | ---------------------- | -- | -- | - | -- | -- | -- | --- | --- |
| 1º  | Sport Coopsol          | 24 | 18 | 1 | 5  | 45 | 20 | 25  | 55  |
| 2º  | Sporting Cristal B     | 24 | 14 | 5 | 5  | 40 | 17 | 23  | 47  |
| 3º  | Olímpico Somos Perú    | 24 | 13 | 6 | 5  | 46 | 26 | 20  | 45  |
| 4º  | Deportivo Municipal    | 24 | 11 | 7 | 6  | 34 | 21 | 13  | 40  |
| 5º  | Juventud Villa del Mar | 24 | 12 | 4 | 8  | 31 | 20 | 11  | 40  |
| 6º  | Deportivo AELU         | 24 | 11 | 7 | 6  | 27 | 21 | 6   | 40  |
| 7º  | La Peña Sporting Club  | 24 | 9  | 5 | 10 | 27 | 28 | -1  | 32  |
| 8º  | Universidad San Marcos | 24 | 8  | 7 | 9  | 22 | 28 | -6  | 31  |
| 9º  | Alcides Vigo           | 24 | 6  | 8 | 10 | 20 | 26 | -6  | 26  |
| 10º | Somos Aduanas          | 24 | 7  | 3 | 14 | 31 | 38 | -7  | 24  |
| 11º | Virgen de Chapi        | 24 | 5  | 5 | 14 | 17 | 34 | -17 | 20  |
| 12º | Deportivo Aviación     | 24 | 5  | 5 | 14 | 18 | 42 | -24 | 20  |
| 13º | América Cochahuayco    | 24 | 5  | 1 | 18 | 16 | 53 | -37 | 16  |

|  |                                               |
|  | Ascendido al Campeonato Descentralizado 2004. |
|  | Descendido.                                   |

| Perú                     |
| Campeón                  |
| Sport Coopsol 1.º título |